# The Calm Before the Storm
Albums de Tech N9ne
The Worst
(2000)
The Calm Before the Storm est le premier album studio du rappeur Tech N9ne, sorti le 9 novembre 1999.

## Liste des titres
| No  | Titre                                                                | Contient un (des) sample(s) de | Durée |
| --- | -------------------------------------------------------------------- | ------------------------------ | ----- |
| 1.  | Planet Rock 2K (Down South Remix)                                    | Drag Rap des Showboys          | 6:13  |
| 2.  | Cloudy-Eyed Stroll (Remix)                                           |                                | 4:38  |
| 3.  | Flipside (Rough Version)                                             |                                | 4:32  |
| 4.  | Mizzizy Gets Bizzy (featuring Don Juan)                              |                                | 4:58  |
| 5.  | On Our Way to L.A. (featuring Don Juan)                              |                                | 4:37  |
| 6.  | Spend The Night (featuring Paul Law et Rock Money)                   |                                | 4:23  |
| 7.  | Clueless (featuring Larone Burnette et Solé)                         |                                | 5:50  |
| 8.  | Questions (Rough Draft)                                              |                                | 6:33  |
| 9.  | Now It's On (featuring Lejo)                                         | Moments in Love d'Art of Noise | 5:11  |
| 10. | Bitch Sickness (featuring Phats Bossi et Rame Royal)                 |                                | 5:04  |
| 11. | Soldiers at War (featuring Big Scoob, Don Juan, L.V. et Short Nitty) |                                | 5:55  |
| 12. | Cotton Soldier                                                       |                                | 4:36  |
| 13. | Relish                                                               |                                | 4:32  |
| 14. | Mitchell Bade (Interlude)                                            |                                | 1:27  |
| 15. | Mitchell Bade (featuring Bakarii)                                    |                                | 4:24  |